# Mackenzie Ziegler
Mackenzie Frances Ziegler (nascuda el 4 de juny de 2004) és una ballarina, cantant, actriu i model estatunidenca. Ella va aparèixer durant sis anys en el programa de ball de dansa Lifetime Moms de Lifetime i és la germana menor de la ballarina i actriu Maddie Ziegler.
La carrera musical de Ziegler va començar amb el seu àlbum de 2014, Mack Z. El 2018 va llançar el seu segon àlbum, Phases. Durant els anys 2017 i 2018, Ziegler va viatjar a Austràlia i Nova Zelanda en gires de tallers de dansa amb la seva germana. També ha modelat per a Polo Ralph Lauren, entre altres marques.
A més de Dance Moms, Ziegler ha aparegut en altres programes de televisió, incloent la comèdia Nicky, Ricky, Dicky & Dawn (2015 i 2017). Des de 2018, ha protagonitzat la sèrie teatral High Eclipse de l'escola secundària. She also competed on Dancing with the Stars: Juniors and starred as Dorothy in a holiday stage pantomime adaptation, The Wonderful Winter of Oz, in Pasadena, California.
A partir de gener del 2019, la penetració de mitjans socials de Ziegler inclou més de 12 milions de seguidors Instagram, 10 milions de fans de Musical.ly, 3 milions de subscriptors de YouTube i un milió de seguidors de Twitter.

## Primers anys de vida
Ziegler va néixer a Pittsburgh, Pennsilvània i va créixer a Murraysville, Pennsilvània. Els seus pares, Melissa Ziegler-Gisoni i Kurt Ziegler, es van divorciar quan tenia 6 anys després d'una fallida del 2009. La seva mare va tornar a casar-se amb Greg Gisoni el 2013. Ziegler té una germana major, Maddie, que també és ballarina i actriu, així com dos germans paterns més grans, Ryan i Tyler, i dos grans germans, Matthew i Michelle [9]. Va començar a ballar a la companyia de dansa Abby Lee a Pittsburgh a l'edat de dos anys. Amb aquesta companyia va guanyar títols en competicions de dansa.
Ziegler està educat a la llar.

## Carrera
2011-2016: Dance Moms i Mack Z
Ziegler va aparèixer per primera vegada a la televisió el 2011 en el programa de dansa real de Lifetime Dance Moms, al costat de la seva mare i la seva germana. El 2016, els Zieglers van abandonar el xou després de sis temporades per poder seguir altres projectes. Ziegler també va aparèixer a la germana de Dance Moms, que mostra el concurs de dansa Ultimate de Abby i el Rescue Studio Abby.
El 2014, Ziegler va llançar el seu àlbum debut titulat Mack Z, que també va utilitzar com a nom artístic per cantar aparicions. L'àlbum va arribar al número 1 en les llistes d'iTunes, així com al número 7 de la llista de vendes d'àlbums de iTunes a tots els gèneres. El video musical del single principal de l'àlbum, "Girl Party", també va aconseguir el número 1 en el gràfic pop d'iTunes. El vídeo del senzill s'ha vist més de 60 milions de vegades. Més tard aquest any, es van estrenar els seus vídeos per a "Shine" i "Christmas All Year Long". Va continuar publicant singles i vídeos com Mack Z el 2015 i el 2016. Al 2014, Ziegler i la seva germana van llançar una línia de moda en edició limitada, The Maddie & Mackenzie Collection, a través de Mod Angel.
Al 2015, Ziegler va debutar de manera interpretativa a la comèdia de Nickelodeon, Nicky, Ricky, Dicky & Dawn, i va aparèixer en un comercial de WowWee al costat de la seva germana. Va tornar a Nicky, Ricky, Dicky & Dawn el gener de 2017 en l'episodi "Mantenint-se amb els quadàxtans". També el 2015 va recórrer el Polo Ralph Lauren Runway a la ciutat de Nova York i va aparèixer en un vídeo publicitari per a la revista Glamour.
2016–2018: Música i gira
Al novembre de 2016, Ziegler va llançar el seu primer senzill sota el seu nom complet, un duet amb el cantant Johnny Orlando, titulat "Day & Night". El vídeo musical del duo va ser llançat el 21 de desembre de 2016 i ha estat vist més de 20 milions de vegades. A l'abril de 2017, va llançar un altre senzill, "Monsters (AKA Haters)". El vídeo oficial de la cançó ha estat vist més de 18 milions de vegades. En el període 2017-2018, Ziegler i Orlando van presentar el seu Day & Night Tour per Amèrica del Nord i el Regne Unit. El seu vídeo de 2017 "Breathe" ha estat vist més de 25 milions de vegades, i el vídeo del seu duet de 2018 amb Orlando, "What If", ha estat vist més de 20 milions de vegades.
El 2016, ella i la seva germana van ser les cares de la campanya de la caiguda de l'escola de Clean & Clear. Ziegler va ser el rostre de la col·lecció infantil de primavera de Polo Ralph Lauren i va ser nomenada ambaixadora de la marca per a la línia de moda de noies Emily West el 2017. En els anys 2017 i 2018, Ziegler va col·laborar en línies de roba activa de roba inspirada en la dansa amb el distribuïdor Justice. Justice també va col·laborar amb ella en un vídeo de la seva cançó, "Treball en equip", una campanya de xarxes socials de tornada a l'escola amb un tema anti-intimidació, per promoure la línia. El vídeo s'ha vist més de 20 milions de vegades a YouTube. Més tard aquell any, Ziegler va llançar una línia de samarretes anomenada Tee4Too. En 2016, Ziegler va col·laborar amb TurnBoard per llançar la Kenzie Ziegler TurnBoard.
Ziegler i la seva germana van realitzar una gira de taller de dansa per Austràlia el gener de 2017. Ziegler apareix en un anunci de dansa de 2017 per a General Electric. Van dirigir una altra gira de taller de dansa per Austràlia i Nova Zelanda a mitjans del 2018.
La penetració de les xarxes socials de Ziegler va superar els 20 milions de seguidors el 2017. El seu compte a Instagram té més de 12 milions de seguidors, té més de 10 milions de seguidors a Musical.ly, els seus dos canals de YouTube han rebut un total de més de 300 milions de visites, amb més de 3 milions de subscriptors a el seu canal principal, i té més d'un milió de seguidors de Twitter. Ziegler va ser nominat als Premis Teen Choice 2016 de Choice Muser, va guanyar el mateix premi el 2018 i va ser nominat al favorit ballarí 17 & Under en els Industry Dance Awards de 2017. Refineria29 la va incloure a la seva llista de 29 joves actors, cantants i activistes "a la vora del supermercat". El mateix any, Tiger Beat la va nomenar a la seva llista anual de "19 Under 19".

2018-present: Total Eclipsi, Fases i Ballant amb les estrelles Juniors
Des de 2018, Ziegler ha protagonitzat Cassie, una adolescent que fantasie sobre ser un astronauta a la Lluna per fer front a la impopularitat, a la sèrie de teatre de secundària Total Eclipse a la xarxa digital Brat. La tercera temporada de la sèrie s'estrenarà el 2019. És productora executiva de la sèrie. També va co-protagonitzar el mateix personatge en la pel·lícula Brat Holiday Spectacular (2018). Al febrer de 2018, Ziegler i la seva germana van aparèixer al canal de YouTube de The Slow Mo Guys. Va aparèixer a la portada de la revista April / May 2018 de la revista Girls 'Life. Ziegler va llançar un llibre d'autoajuda al maig del 2018, titulat Rules for Life de Kenzie: How to be Happy, Healthy i Dance to Your Own Beat, "una col·lecció d'instruccions inspiradores i alegres per als nens que aprenen a navegar per la vida". El llibre es va classificar com a número 7 a la llista de best-sellers de Publishers Weekly per a no-ficció juvenil. A la tardor de 2018, Ziegler va llançar la seva pròpia línia de cosmètics, "Love, Kenzie". Ziegler va ser concursant de Dancing with the Stars: Juniors el 2018, arribant a la final. En un episodi d'aquest espectacle va ballar juntament amb la seva germana per primera vegada a la televisió des de Dance Moms.
El 20 de novembre de 2018, Ziegler va llançar el seu segon àlbum d'estudi, Phases. El single principal de l'àlbum, "Nothing On Us", va ser llançat el 3 d'agost de 2018. Ziegler va estrenar el segon single, "Wonderful", escrit per Sia, sobre Dancing with the Stars. Al desembre de 2018, Ziegler va protagonitzar com a Dorothy en una adaptació de les pantomimes de vacances, The Wonderful Winter of Oz, a Pasadena, Califòrnia.

## Filantropia
El 2012, Ziegler, juntament amb la seva mare i la seva germana, es van associar amb la Fundació Infantil Starlight per ajudar a sensibilitzar els joves amb malalties cròniques. Ziegler també s'ha associat amb fundacions com Love Your Melon i Dancers Against Cancer per sensibilitzar i finançar el càncer infantil. El 2016, Ziegler i la seva germana van fer un anunci de servei públic per a la campanya de Correu Aniversari de DoSomething.org, que permet a la gent enviar targetes d'aniversari casolanes a nens que viuen a refugis sense llar. La mateixa organització va situar a les germanes Ziegler a la seva llista de celebritats joves benèfiques de 2016 . Ziegler també s'ha unit a la seva germana per donar suport a Dancers Against Cancer. El 2018, Ziegler va actuar al primer We Day Alberta a Edmonton, Alberta, Canadà.

### Televisió
| 2011–2016    | Dansa les mares                             | Ella mateixa           | Dirigir                                                                       |  |      |                                         |                        |                         |
| 2011         | Dansa les mares: Moments més indignants     | Ella mateixa           |                                                                               |  |      |                                         |                        |                         |
| 2011         | Nightline                                   | Ella mateixa/Intèrpret |                                                                               |  |      |                                         |                        |                         |
| 2012         | Nightline                                   | Intérpret              |                                                                               |  |      |                                         |                        |                         |
| 2013         | Abby's Ultimate Dance Competition           | Ella mateixa/Intérpret | Episodi: Déus i mortals                                                       |  | 2013 | Especial de Nadal de les Mares de Dansa | Ella mateixa/Intérpret | pel·lícula de televisió |
| 2014         | Avui (L'espectacle d'avui                   | Ella mateixa/Cantant   | Va realitzar el seu single "Girl Party"                                       |  |      |                                         |                        |                         |
| 2014         | Abby's Studio Rescue                        | Ella mateixa/Inérpret  | Episodi: Deliris de Dance Grandeur name=Rescue/>                              |  |      |                                         |                        |                         |
| 2014         | Bon dia a Nova York                         | Ella mateixa/Intérpret | Va realitzar el seu single "Girl Party"                                       |  |      |                                         |                        |                         |
| 2015         | Dansa Mamàs Slumber Party                   | Ella mateixa           | TV Movie                                                                      |  |      |                                         |                        |                         |
| 2015         | L'espectacle d'avui                         | Ella mateixa/Intérpret |                                                                               |  |      |                                         |                        |                         |
| 2015         | Nicky, Ricky, Dicky & Dawn                  | Lilly                  | Episodi: "Campers infeliços" name=Nicky/>                                     |  |      |                                         |                        |                         |
| 2015         | La vista                                    | Ella mateixa/Intérpret | [ 4 ]                                                                         |  |      |                                         |                        |                         |
| 2016         | Dansa les mares: Les nenes' Guia de la vida | Ella mateixa           | TV-mini series                                                                |  |      |                                         |                        |                         |
| 2016         | Així que penses que pots ballar             | Ella mateixa           | [ 5 ]                                                                         |  |      |                                         |                        |                         |
| 2017         | Nicky, Ricky, Dicky & Dawn                  | Lilly                  | Episodi: "Mantenir-se al dia amb els quadàssians" name=Quad/>                 |  |      |                                         |                        |                         |
| 2018–present | Eclipsi total                               | Cassie                 | Paper principal, Brat series name=HollowayBrat/>                              |  |      |                                         |                        |                         |
| 2018         | Ballant amb les estrelles                   | Ella mateixa/Cantant   | Artista convidat, interpretant la seva cançó "Meravellós" name=ABCWonderful/> |  |      |                                         |                        |                         |
| 2018         | Ballant amb les estrelles: Juniors          | Ella mateixa           | Contestant name=DWTSJ/>                                                       |  |      |                                         |                        |                         |
| 2018         | Brat Holiday Spectacular                    | Cassie                 | Paper principal, Brat film name=BHS/>                                         |  |      |                                         |                        |                         |

## Premis
Ziegler va ser nominada al Teen Choice Awards 2016 com la Muser Triada, 58 i va guanyar el mateix premi en 201.859. Va ser nominada a Ballarina Favorita de menys de 17 anys en els Industry Dance Awards 2017.60 Refinery29 la incluó en la seva llista de 2017 de 29 joves actors, cantants i activistes "a punt d'arribar a la fama." 61 Aquest mateix any, Tiger Beat la va nomenar en la seva llista anual "19 per sota dels 19".